# 辻井健太
辻井 健太（つじい けんた、1989年10月17日 - ）は、日本の元ラグビーユニオン選手。

## プロフィール
- 京都府京都市出身。
- 現役時代のポジションはプロップ(PR)。
- 身長 181cm、体重 111kg
- ニックネームはガリタ。
- U20日本代表スコッドに選ばれたことがある[1]

## 略歴
中学校からラグビーを始めた。
2008年、伏見工業高校卒業後、帝京大学に入る。なお伏見工業高校時代、高校日本代表候補に選ばれ、第31回高校東西対抗試合に西軍として出場した。
2012年、帝京大学卒業後、リコーブラックラムズ(現・リコーブラックラムズ東京)に加入。なお帝京大学時代の同級生には伊藤拓巳、大出憲司、權正赫、滑川剛人、白隆尚、森田佳寿、吉田康平らがいる。
2013年8月31日に行われたジャパンラグビートップリーグ第1節のコカ･コーラウエストレッドスパークス戦に途中出場で公式戦初出場を果たす。
2023年、現役を引退した。